# Marek Kondrat

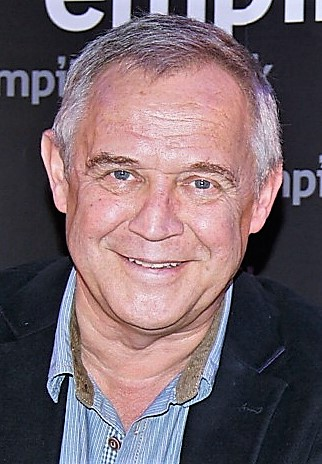
Marek Kondrat in 2011

Marek Tadeusz Kondrat (Krakau, 18 oktober 1950) is een Pools theater- en filmacteur en regisseur.

## Filmografie
- 1961 – Historia żółtej ciżemki
- 1962 – Między brzegami
- 1974 – Koniec wakacji
- 1975 – Zaklęte rewiry
- 1976 – Smuga cienia
- 1977 – Pokój z widokiem na morze
- 1977 – Sprawa Gorgonowej
- 1979 – Lekcja martwego języka
- 1980 – Grzechy dzieciństwa
- 1981 – Człowiek z żelaza
- 1981 – Dreszcze
- 1981 – Dziecinne pytania
- 1981 – Yokohama
- 1982 – Danton
- 1982 – Epitafium dla Barbary Radziwiłłówny
- 1983 – Pastorale heroica
- 1984 – Bez końca
- 1984 – Dom wariatów
- 1984 – Kobieta w kapeluszu
- 1984 – Rok spokojnego słońca
- 1985 – C. K. Dezerterzy
- 1985 – Mrzonka
- 1986 – Weryfikacja
- 1988 – W labiryncie
- 1989 – Czarny wąwóz
- 1989 – Lawa
- 1989 – Po upadku. Sceny z życia nomenklatury
- 1989 – Po własnym pogrzebie
- 1991 – Kuchnia polska
- 1991 – Obywatel świata
- 1991 – V. I. P.
- 1992 – Czy ktoś mnie kocha w tym domu?
- 1992 – Enak
- 1992 – Psy
- 1992 – Sauna
- 1992 – Wszystko, co najważniejsze
- 1993 – Człowiek z ...
- 1993 – Koloss
- 1993 – Lepiej być piękną i bogatą
- 1993 – Skutki noszenia kapelusza w maju
- 1993 – Straszny sen Dzidziusia Górkiewicza
- 1993 – Taranthriller
- 1994 – Diabelska edukacja
- 1994 – Panna z mokrą głową
- 1994 – Szczur
- 1994 – Zawrócony
- 1995 – Ekstradycja
- 1995 – Pułkownik Kwiatkowski
- 1996 – Autoportret z kochanką
- 1996 – Ekstradycja 2
- 1996 – Nocne graffiti
- 1996 – Opowieści weekendowe: Słaba wiara
- 1996 – Słodko gorzki
- 1997 – Kiler
- 1997 – Pokój 107
- 1997 – Pułapka
- 1998 – Ekstradycja 3
- 1998 – Siedlisko
- 1998 – Złoto dezerterów
- 1999 – Bill Diamond
- 1999 – Kiler-ów 2-óch
- 1999 – Ogniem i mieczem
- 1999 – Operacja Samum
- 1999 – Pan Tadeusz
- 1999 – Prawo ojca
- 2000 – Weiser
- 2001 – Pieniądze to nie wszystko
- 2002 – Dzień świra
- 2002 – Haker
- 2003 – Superprodukcja
- 2004 – Trzeci
- 2005 – Solidarność, Solidarność...
- 2005 – Wróżby kumaka
- 2006 – Wszyscy jesteśmy Chrystusami
- 2007 – Ryś
- 2007 – Latarnik
- 2010 – Mała Matura 1947
- 2010 – Der Große Kater